# Strobilanthes sulawesiana
Strobilanthes sulawesiana är en akantusväxtart som beskrevs av John Richard Ironside Wood. Strobilanthes sulawesiana ingår i släktet Strobilanthes och familjen akantusväxter. Inga underarter finns listade i Catalogue of Life.